# Station Agathenburg
Station Agathenburg (Bahnhof Agathenburg) is een spoorwegstation in de Duitse plaats Agathenburg, in de deelstaat Nedersaksen. Het station ligt aan de spoorlijn Lehrte - Cuxhaven. Het station telt twee perronsporen. Op het station stoppen alleen treinen van de S-Bahn Hamburg.

## Treinverbindingen
De volgende treinserie doet station Agathenburg aan:
| Serie | Treinsoort        | Route | Bijzonderheden |
| ----- | ----------------- | --- | -------------- |
|       | S-Bahn (DB Regio) | Elbgaustraße – Eidelstedt – Dammtor – Hauptbahnhof – Harburg – Harburg Rathaus – Neugraben – Buxtehude – Agathenburg – Stade |                |